# Thora Borch
Thora Borch (født 1832 i Aalesund, Norge, død 1923) var en norsk komponist, folkemindesamler og sangerinde. Hun kendes for melodien til salmen Skyerne gråne, og løvet falder.
Borch blev født som Thora Maria Arveschoug i Aalesund i 1832.
Hendes far var postmester.
Efternavnet som hun er kendt under fik hun efter ægteskab med billedhuggeren Christopher Borch.
Parret boede i perioder i Rom og fra 1858 til 1869 i København, men ellers var de bosat i Kristiania (Oslo).
Borch havde interesse for den danske grundtvigske bevægelse.
Udover Skyerne gråne skabte Borch andre melodier. Af bevarede findes Dronninge-Vise: Skjøn Rose mellem Blomster og Farvel, begge efter tekst af N.F.S. Grundtvig, og Naar engang i fjærne Tider med tekst af Olaus Arvesen, alle tilgængelig fra Norsk Musikksamling på Nasjonalbiblioteket i Oslo.
Hun fungerede også som folkemindesamler og indsamlede norske folkemelodier.
Thora Borch skal have været model til pige i Wilhelm Marstrands billede Frierens Besøg.